# 르네 바르자벨
르네 바르자벨 (René Barjavel, 1911년 1월 24일 ~ 1985년 11월 24일)은 프랑스의 소설가이다. SF 소설을 많이 집필했으며, 특히 《경솔한 여행자》 (1944)에서 할아버지 역설을 처음으로 작품에 등장시킨 작가로도 유명하다. 주로 문명의 몰락과 그럼에도 무너지지 않는 사랑을 주제로 하는 소설들을 집필했다.
생전에 서른 권 정도의 작품을 출판하였으며 영화 시나리오에도 참여하기도 했다. 프랑스 리옹에서는 매년 주제를 골라 그 중 최고의 작품에 SF 소설에 르네 바르자벨 상을 수여한다.

## 작품 목록
한국에는 총 네 권의 소설이 번역되어 출간되었다.
- 《대재난 Ravage》 (1943)
- 《경솔한 여행자 Le Voyageur imprudent》 (1944)
- 《야수의 허기 La Faim du tigre》 (1966)
- 《시간의 밤 La Nuit des temps》 (1968)